# Rabitto horâ 3D
Tormented (ラビット・ホラー３Ｄ, Rabitto horā 3D) és una pel·lícula de terror japonesa del 2011 dirigida per Takashi Shimizu. La pel·lícula involucra Kiriko (Hikari Mitsushima) i el seu germà petit Daigo (Takeru Shibuya), que són perseguits per un gran ninot de conill. Tormented es va estrenar a la 68a Mostra Internacional de Cinema de Venècia el 7 de setembre de 2011.

## Argument
Al Japó, Kiriko (Hikari Mitsushima) i el seu germanastre petit Daigo (Takeru Shibuya) viuen amb el seu pare Kohei (Teruyuki Kagawa), que és un il·lustrador de llibres. Un dia, Daigo colpeja fins matar-lo inexplicable a un conill fora de la seva escola i, posteriorment, deixa d'assistir a classes. Kiriko es preocupa pel comportament de Daigo mentre el seu pare ignora el problema, ja que es veu atrapat en l'última feina: un llibre emergent sobre La Sireneta. Més tard, Kiriko porta Daigo a veure la pel·lícula de terror 3-D The Shock Labyrinth que implica un ninot de conill que sembla surar de la pantalla i a les mans de Daigo. Daigo s'ho porta a casa. Aquella nit, una versió gran del nino el porta a través d'un armari cap a un recinte firal. La nit següent, Daigo és estirat pel conill al matalàs del seu llit. Kiriko el segueix aquesta vegada i el grup va a un hospital abandonat. Més tard, Kiriko li diu al seu pare que "la Kyoko ve. La vaig veure. Daigo també". Aleshores, Kiriko recorda quan era més jove i en Kohei va portar a casa la seva segona dona embarassada, Kyoko. Kiriko va atacar a Kyoko i ara Kiriko i Daigo semblen creure que Kyoko ha tornat a perseguir-los amb un vestit de conill i estan decidits a destruir la nina.

## Producció

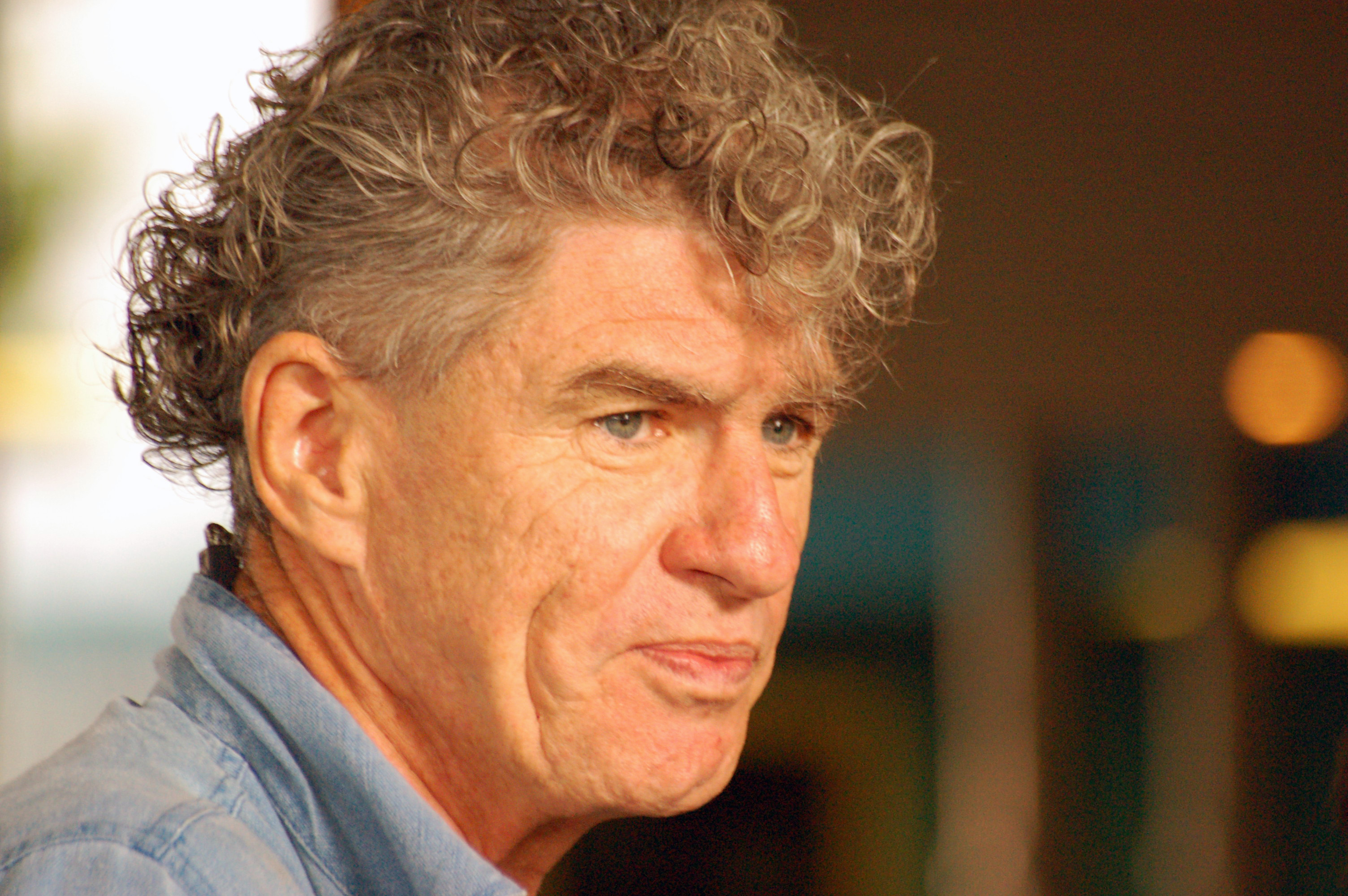
Tormented fou la primera pel·lícula en 3-D fotografiada per Christopher Doyle.

Tormented va ser la primera pel·lícula on el director Takashi Shimizu havia treballat amb el cinematògraf Christopher Doyle. Aquesta pel·lícula va ser el primer treball de Doyle en 3D. Shimizu va afirmar que ell i Doyle "va enfrontar-se molt" al plató, però també que "si algú entenia el nostre intencions, o més fins al punt, les sentia, probablement era Chris, el vell bastard problemàtic però refinat."

## Estrena
La pel·lícula es va projectar fora de competició a la 68a Mostra Internacional de Cinema de Venècia el 7 de setembre de 2011. La pel·lícula es va estrenar a les sales de cinema al Japó el 17 de setembre. La pel·lícula es va projectar posteriorment en competició al XLIV Festival Internacional de Cinema Fantàstic de Catalunya a l’octubre i al Festival Internacional de Cinema d'Estocolm al novembre.
Juntament amb The Shock Labyrinth de Shimizu, Well Go USA ha comprat els drets de sales, DVD, digital, vídeo sota demanda i televisió de Tormented a Fortissimo Films.

## Recepció
Derek Elley de Film Business Asia va donar a la pel·lícula una puntuació de sis sobre deu, assenyalant que la pel·lícula té "més atmosfera que argument" Screen Daily va donar a la pel·lícula un crítica favorable que elogiava que feia por un "vestit de conill pelut gegant" i l'ús de la pel·lícula en 3D. El Japan Times va donar a la pel·lícula una valoració de dos i mig sobre cinc, elogiant el repartiment de la pel·lícula, però "no poden superar l'atmosfera del diorama View-Master". Variety va donar a la pel·lícula una crítica mixta, assenyalant que el guió de Tormented "manca de les capes addicionals de significat i simbolisme que fan que el millor tipus d'imatges de terror sigui tan eficaç" mentre afirmava que el pel·lícula "funciona perfectament adequadament".